# Anfo
Anfo (lombardul: Anf) település Olaszországban, Lombardia régióban, Brescia megyében. Lakosainak száma 447 fő (2023. január 1.). Anfo Bagolino, Idro és Lavenone községekkel határos.

## Népesség
A település népessége az elmúlt években az alábbi módon változott:
| Lakosok száma | 444  | 494  | 491  | 447  |
|               | 2008 | 2017 | 2018 | 2023 |